# Tinka Kurti
Tinka Kurti (Sarajevo, 17 dicembre 1932) è un'attrice albanese.

## Filmografia parziale
- Tana, regia di Kristaq Dhamo (1958)
- Yjet e netëve të gjata, regia di Viktor Gjika (1972)
- Zemra e nënës, regia di Besnik Bisha (1993)
- Bota Café (Bota), regia di Iris Elezi e Thomas Logoreci (2014)
- Si gjithë të tjerët, regia di Spartak Pecani (1981)